# Ayer, hoy y mañana
Ayer, hoy y mañana (Ieri, oggi, domani) es una comedia de 1963 dirigida por Vittorio de Sica. La película narra tres cortas historias sobre parejas de diferentes partes de Italia.
Es la primera de las tres películas dirigidas por De Sica que tiene como protagonistas a la pareja de gran éxito cinematográfico formada por Sofía Loren y Marcello Mastroianni.

## Argumento
La primera cuenta cómo una vendedora de cigarrillos logra esquivar una multa durante años valiéndose de un subterfugio legal: las leyes italianas no permiten poner presa por un delito menor a una mujer embarazada o en período posparto. Así que cada año Adelina trae un nuevo “bambino” al mundo, hasta que su marido queda agotado y no puede cumplirle, generando un divertido conflicto en la pareja.
El segundo episodio relata el conflicto de una rica mujer de sociedad y su pasión por un interesante periodista de clase media. Al final, la diferencia de clases y la frivolidad de la dama se imponen con una ruptura cómica, como si De Sica se hubiera arrepentido del tono con el que comenzó esta historia en particular.
El último relato nos trae un personaje más estereotipado, la típica prostituta de “corazón de oro” que realiza su buena acción del día al ayudar a su moralista vecina a que su nieto siga en el seminario.

## Reparto

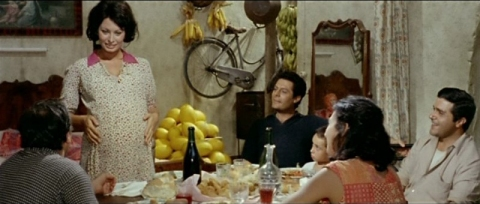
Sofia Loren, M. Mastroianni A. Giuffrè y otros en un fotograma de Adelina

- Sophia Loren - Adelina Sbaratti / Anna Molteni / Mara
- Marcello Mastroianni - Carmine Sbaratti / Renzo / Augusto Rusconi
- Aldo Giuffrè - Pasquale Nardella (en el episodio Adelina)
- Agostino Salvietti - Dr. Verace (en Adelina)
- Lino Mattera - Amedeo Scapece (en Adelina)
- Tecla Scarano - Hermana de Verace (en Adelina)
- Silvia Monelli - Elivira Nardella (en Adelina)
- Carlo Croccolo - Subastador (en Adelina)
- Pasquale Cennamo - Policía (en Adelina)
- Tonino Cianci (como Antonio Cianci) - (en Adelina)
- Armando Trovajoli - Giorgio Ferrario (en el episodio Anna)
- Tina Pica - Abuela Ferrario (en el episodio Mara)
- Gianni Ridolfi (como Giovanni Ridolfi) - Umberto (en Mara)
- Gennaro Di Gregorio - Abuelo (en Mara)

## Premios
- 1964 Premios Óscar de la Academia a la película de habla no inglesa.
- 1965 Premio BAFTA al mejor actor de habla no inglesa - Marcello Mastroianni
- 1964 Globo de Oro - Premio Samuel Goldwyn
- 1964 Premios David di Donatello - David por la mejor producción- Carlo Ponti